# James Milo Newman
Pour les articles homonymes, voir James Newman.
James Milo Newman est un acteur américain né le 22 janvier 1992 qui a grandi à Greenwich Village dans l'État de New York.

## Filmographie
- 2011 : Skins, dans le rôle de Tony Snyder